# 烏拉卡 (卡斯蒂利亞)
（魯莽的）烏拉卡一世（西班牙語：Urraca I；1079年4月—1126年3月8日），莱昂、卡斯蒂利亚和加利西亞女王，自稱「全西班牙女皇」（1109年─1126年）。
烏拉卡是阿方索六世與第二任妻子康斯坦絲的女兒，八歲時嫁給勃艮第的雷蒙以達成兩國盟友的關係。1107年，在雷蒙死後，又嫁給亞拉岡的阿方索一世創造了聯合兩國的機會。
在1108年，阿方索六世唯一的兒子和繼承人桑喬在與阿爾摩拉维王朝的軍隊作戰時被殺，烏拉卡便成為王國的儲君。在阿方索六世於1109年去世時，她與其夫亞拉岡的阿方索一世一同繼承王國。烏拉卡與阿方索一世結婚後並不和諧，在同父異母的妹妹特蕾莎和她的丈夫葡萄牙伯爵亨利的陰謀下，兩人在加利西亞決裂對立。
1110年5月，在烏拉卡控訴阿方索一世對她虐待為由，她與阿方索一世由教皇宣佈婚姻無效，但是阿方索一世不理會教皇的宣佈，維持夫妻關係至1114年。夫妻間的隔閡，從離散慢慢醞釀升級為公開的兩國武裝敵對戰爭，1112年，雙方宣佈因婚姻無效而達成停戰協議。雖然烏拉卡收回阿斯圖里亞斯、雷昂和加利西亞，但是阿方索六世佔領了很大部分的卡斯提爾（烏拉卡在當地享有巨大的支持），而她的同父異母的妹妹特里薩和她的丈夫葡萄牙伯爵亨利佔領薩莫拉及埃斯特雷馬杜拉。
此後烏拉卡的外交政策主要是收復以上的土地及將王國擴展到穆斯林地區。
1126年，烏拉卡逝世後由她與勃艮第伯爵雷蒙的兒子阿方索七世在後父亞拉岡國王阿方索一世放棄對雷昂及卡斯提爾的王位下繼承王國。
| 烏拉卡 (卡斯蒂利亞) 希梅尼斯王朝出生于：1079年4月逝世於：1126年3月8日 | 烏拉卡 (卡斯蒂利亞) 希梅尼斯王朝出生于：1079年4月逝世於：1126年3月8日         | 烏拉卡 (卡斯蒂利亞) 希梅尼斯王朝出生于：1079年4月逝世於：1126年3月8日 |
| 統治者頭銜                                                            | 統治者頭銜                                                                    | 統治者頭銜                                                            |
| --------------------------------------------------------------------- | ----------------------------------------------------------------------------- | --------------------------------------------------------------------- |
| 前任者： 阿方索六世                                                   | 萊昂女王及卡斯蒂利亞女王 1109年–1126年                                        | 繼任者： 阿方索七世                                                   |
| 前任者： 阿方索六世                                                   | 加利西亞女王 1109年–1111年 與夫雷蒙德 共治 1109年–1070年}}                    | 繼任者： 阿方索七世                                                   |
| 前任者： 阿方索六世                                                   | — 名义上的 — 全西班牙的皇帝 1109年－1134年 與夫阿方索一世 共治 1109年－1111年 | 繼任者： 阿方索七世                                                   |